# Quelchia
Quelchia é um género botânico pertencente à família Asteraceae.
É composto por 5 espécies descritas e aceites. É originário da América do Sul.
O género foi descrito por Nicholas Edward Brown e publicado em Transactions of the Linnean Society of London, Botany 6: 41. 1901. A espécie-tipo é Quelchia conferta N.E.Br.
Trata-se de um género reconhecido pelo sistema de classificação filogenética Angiosperm Phylogeny Website.

## Espécies
As espécies aceites neste género são:
- Quelchia bracteata "Maguire, Steyerm. & Wurdack"
- Quelchia cardonae Steyerm.
- Quelchia conferta N.E.Br.
- Quelchia eriocaulis "Maguire, Steyerm. & Wurdack"
- Quelchia × grandifolia "Maguire, Steyerm. & Wurdack"